# أوفه دالبيرغ
أوفه دالبيرغ (بالسويدية: Ove Dahlberg)‏ هو حكم كرة قدم سويدي، ولد في 12 أبريل 1931 في Surahammar ‏ في السويد، وتوفي في 9 يناير 1997.

## وصلات خارجية
- أوفه دالبيرغ على موقع EliteProspects.com (الإنجليزية)